# Marque (grammaire)
Pour les articles homonymes, voir Marque.
En grammaire, la marque, qui concerne la morphologie flexionnelle, est un signe quelconque associé au mot, permettant d'identifier une caractéristique, telle que, le genre (masculin ou féminin), le nombre (singulier ou pluriel), la personne (première, deuxième ou troisième personne, du singulier ou du pluriel), le temps et le mode (pour les verbes), parfois la fonction (pour les pronoms personnels, par exemple). 
- Les mots invariables (adverbes, conjonctions, etc.) sont des mots non marqués. La marque concerne donc seulement le nom, le pronom, le déterminant, l'adjectif qualificatif et le verbe.

- Une marque peut être perceptible (marque explicite), ou pas (marque implicite). L'identification d'une marque explicite peut se faire soit à l'oral (marque acoustique, ou phonétique), soit à l'écrit (marque orthographique), soit à la fois à l'oral et à l'écrit.

## Quelques exemples concernant la marque de certains mots
- Pour le nom os, la marque du nombre est explicite seulement à l'oral (l'orthographe ne change pas) :

Un os / des os.
- Pour l'adjectif qualificatif brave, la marque du nombre est explicite seulement à l'écrit (la prononciation ne change pas) :

Brave / braves.
Cependant, en cas de liaison, cette marque peut devenir explicite également à l'oral :
Brave enfant / braves_ enfants.
- Pour le nom cheval, la marque du nombre est explicite à la fois à l'oral et à l'écrit :

Cheval / chevaux.
- Pour le pronom je, la marque du genre ne s'identifie ni à l'oral ni à l'écrit (l'orthographe et la prononciation ne changent pas), et il s'agit donc d'une marque implicite :

Je suis fatigué / Je suis fatiguée.
Le pronom je est au masculin dans le premier exemple et au féminin dans le second. En revanche, la marque du nombre (singulier), de la personne (première personne) et de la fonction (sujet) sont explicites en ce qui concerne le pronom.